# USS Gonzalez (DDG-66)

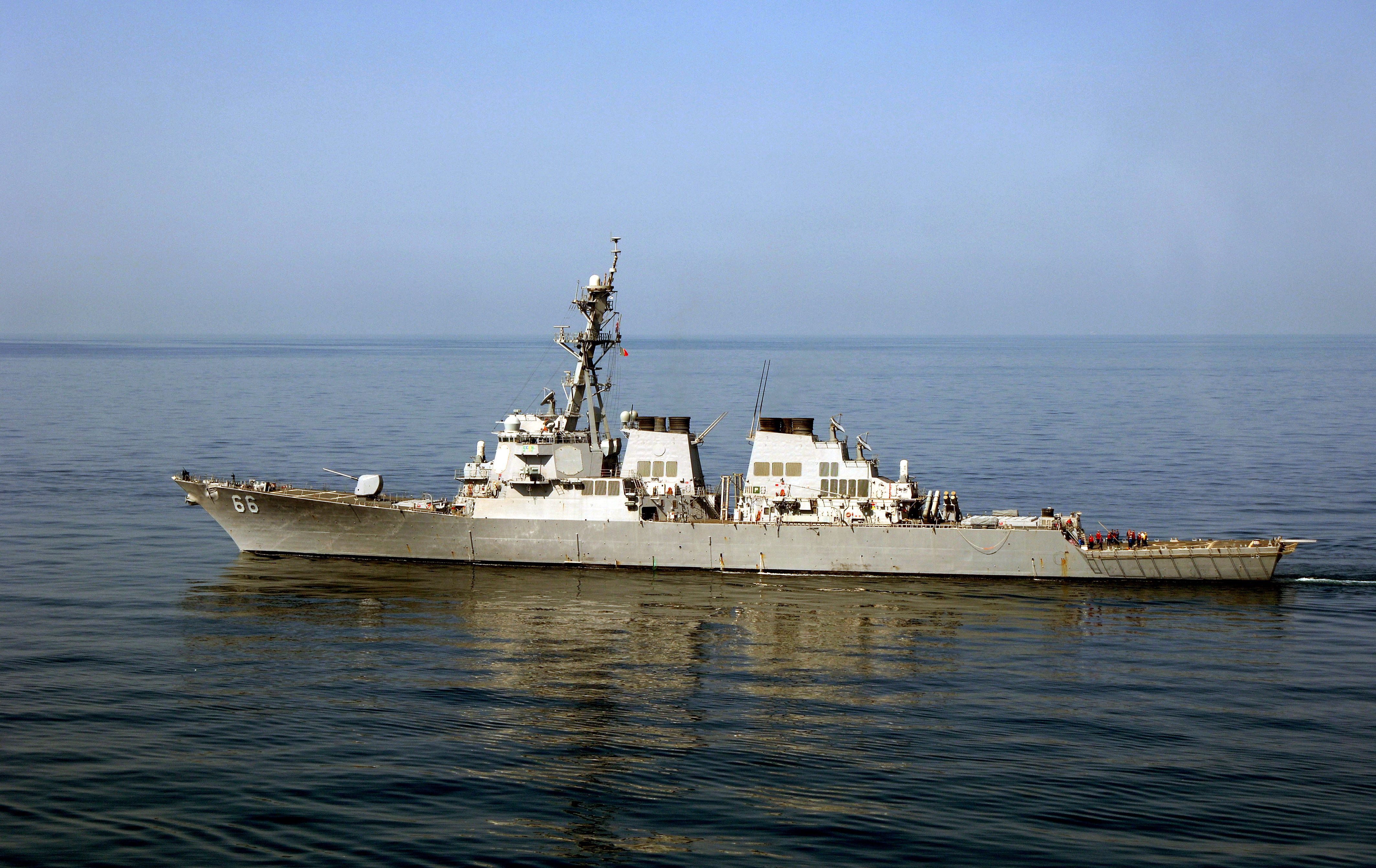
O USS Gonzalez em missão de patrulha pelo Golfo Pérsico em 2006.

O USS Gonzalez é um destroyer da classe Arleigh Burke pertencente a Marinha de Guerra dos Estados Unidos. Ele recebeu este nome em homenagem ao sargento Alfredo Cantu Gonzalez, ganhador da Medalha de Honra durante a Guerra do Vietnã.
O navio participou da chamada Operação Forças Aliadas, disparando vários mísseis Tomahawk contra alvos na Sérvia em 1999. Em 2005, ele também ajudou o navio de cruzeiro Seabourn Spirit depois que piratas da Somália o capturaram.
Em 1 de março de 2006, ele resgatou um navio iraniano, cujo motor havia falhado e estavam a deriva desde 18 de fevereiro. A tripulação do navio foi depois enviada a seu país de origem. Já no dia 18 de março, a embarcação participou da chamada Ação de 18 de março de 2006 quando piratas somalis atacaram o Gonzalez e o cruzador Cape St. George. Os dois navios americanos trocaram tiros com os piratas que terminou com um deles sendo morto e outros 5 feridos. Ninguém do lado americano se feriu.
Em 17 de julho de 2006, a CNN reportou que o USS Gonzalez foi enviado para o Líbano para ajudar na evacuação de cidadãos americanos durante o conflito que se desenrolava naquele país. A evacuação foi um sucesso.